# Ashok Nagar
Ashok Nagar là một thành phố và khu đô thị của quận Guna thuộc bang Madhya Pradesh, Ấn Độ.

## Nhân khẩu
Theo điều tra dân số năm 2001 của Ấn Độ, Ashok Nagar có dân số 57.682 người. Phái nam chiếm 53% tổng số dân và phái nữ chiếm 47%. Ashok Nagar có tỷ lệ 63% biết đọc biết viết, cao hơn tỷ lệ trung bình toàn quốc là 59,5%: tỷ lệ cho phái nam là 72%, và tỷ lệ cho phái nữ là 53%. Tại Ashok Nagar, 16% dân số nhỏ hơn 6 tuổi.